# سامگوک ساگی
سامگوک ساگی (به معنی تاریخ سه پادشاهی) کتابی تاریخی به زبان چینی کلاسیک در مورد سه پادشاهی کره (گوگوریو، شیلا، بکجه) می‌باشد که در سال ۱۱۴۵ میلادی تکمیل شده است.
کیم بوشیک (۱۰۷۵_۱۱۵۱م):
وی دولتمرد، ژنرال، نویسنده و محقق کنفسیوسی و نیز از فرزندان سلطنتی و همچنین از اعضای قبیله گیونگجو کیم در دوره گوریو کره است.
گفته شده او نوه آخرین ولیعهد شیلا یعنی {شاهزاده مائویی} است.
او از سال‌های (۱۱۳۶. م) تا (۱۱۴۲. م) در مقام صدر اعظم عالی بوده و نیز مسئولیت سرکوب شورش میوچئونگ را برعهده داشته است.
اما دلیل مشهور بودن کیم بو سیک بیشتر به خاطر نظارت وی بر گردآوری «سامگوک ساگی» قدیمی‌ترین تاریخ مکتوب کره ای است.
این کتاب شامل یکی از مفصل‌ترین روایت‌ها دربارهٔ جومونگ، بنیانگذار گوگوریو است. در این کتاب علاوه بر نقل حکایت‌هایی دربارهٔ تولد جومونگ، فرار او از بویو و بنیانگذاری گوگوریو، شرحی از اتفاقات دوران حکومت او نیز ذکر شده است.
بر اساس متن این کتاب:
[سال ۳۷ قبل از میلاد] در سال اول حکومتش، چومو (جومونگ) حمله پیشگیرانه‌ای را به «مالگال» در نزدیکی مرز انجام داد، زیرا از غارت آنها می‌ترسید. مالگال پس از درگیری تسلیم شد. مالگال مردمی بودند که در شمال شرقی چین یا منچوری امروزی ساکن بودند.
در سال دوم حکومتش، یک روز چومو دید که برگ‌های سبزیجات روی رودخانه بیریو شناور هستند. او برای شکار به سمت بالای رودخانه رفت و به بیریوگک (یا ایالت بیریو) رسید. پادشاهِ بیریو، چومو را دید و به او گفت که تحت فرمان او باشد زیرا ایالت بیریو قوی‌تر و قدیمی‌تر است. دو پادشاه مشاجره داشتند و پس از آن در تیراندازی با کمان به رقابت پرداختند که چومو پیروز شد. در ماه اول تابستان، سونگ‌ینگ تسلیم چومو شد. چومو نام این سرزمین را به دامولدو (یا شهر دامول) تغییر داد و سونگ‌ینگ را به عنوان ارباب دامول منصوب کرد.
در سال چهارم، در پایان تابستان، ابر و غبار همه جا بود و مردم هفت روز رنگ‌ها را تشخیص نمی‌دادند. در پاییز ساخت دیوار و کاخ به پایان رسید.
در سال ششم، در ماه هشتم، پرندگان الهی در کاخ جمع شدند. در زمستان، در ماه دهم، پادشاه به اویی و بوبونو دستور داد که به هنگین حمله کنند.
در سال یازدهم پادشاه، بویوم را فرستاد تا به اوکجه شمالی حمله کند و او با موفقیت اوکجه شمالی را تصرف کرد.
در سال چهاردهم، ملکه یوها در بویو درگذشت. پادشاه گوموآ او را مانند یک ملکهٔ اول به خاک سپرد و برایش معبد ساخت. چومو در ماه دهم سفیرانی به همراه هدایا به بویو فرستاد و از گوموآ برای لطفش تشکر کرد.
در سال نوزدهم در ماه چهارم یوری و مادرش از بویو گریختند و به گوگوریو رسیدند. چومو شادمان شد و یوری را به عنوان ولیعهد گوگوریو منصوب کرد. در نهمین ماه در پاییز چومو در چهل سالگی درگذشت. او (پس از مرگ) پادشاه نیرومند مقدس شرق نامیده شد.